# Tetrastichus dispar
Tetrastichus dispar är en stekelart som beskrevs av Masi 1917. Tetrastichus dispar ingår i släktet Tetrastichus och familjen finglanssteklar.
Artens utbredningsområde är:
- Italien.
- Seychellerna.

Inga underarter finns listade i Catalogue of Life.